# Fufius auricomus
Fufius auricomus is een spinnensoort uit de familie Cyrtaucheniidae. De soort komt voor in Brazilië.